# فانيانو كاستيلو
فانيانو كاستيلو (بالإيطالية: Fagnano Castello)‏ هي مدينة وكومونا في مقاطعة كزنسة بمنطقة قلورية، جنوب إيطاليا.